# 설봉호
설봉호는 2004년까지 금강산 관광에 이용되었고, 현재는 부산-제주도 노선을 다니는 현대상선의 여객선이다.

## 제작
1998년 한국에서 '트레져 아일랜드'(보물섬)라는 이름으로 제작되었으며, 동양고속페리사 소유이다. 한국 최초의 카페리 여객선이며, 최다 탑승 인원은 264명이다. 2000년까지 부산과 제주를 오갔다.

## 금강산
2000년 현대가 용선계약을 하고 금강산 관광에 투입되면서 설봉호로 이름이 바뀌었다. 1998년 11월 18일에 시작된 금강산 관광에 투입되었던 네척의 여객선 (금강호, 봉래호, 풍악호, 설봉호) 중 설봉호는 가장 늦게 도입되었다. 본래 현대상선이 도입 이전 잠정 결정하였던 이름은 금강산의 겨울 이름에서 유래한 개골호였으나, 어감상의 문제로 설봉호로 최종 명명되었다.
2003년 금강산으로 가는 육로가 생기면서 탑승객이 감소하였고, 2004년 운항을 중단하였다.

## 현재
동양고속페리로 돌아온 설봉호는 2004년 2월 14일부터 다시 부산과 제주를 오가고 있다. 홍보효과 때문에 배의 이름은 바꾸지 않았다.

## 화재 사고
2011년 9월 6일 0시 40분쯤 전남 여수시 삼산면 백도 북동쪽 13km 해상에서 화재가 발생하였으며, 승객과 승무원 130여명은 해경에 의해 구조되었다. 이날 날씨, 승객, 승무원, 해경 등 모두가 합동하지 않았다면 큰 사고로 이어질 수 있었다.